# Don Edmonds
Don Edmonds (* 1. September 1937 in Kansas City, Missouri; † 30. Mai 2009 in North Hollywood) war ein US-amerikanischer Schauspieler, Filmregisseur und Filmproduzent.

## Leben
Edmonds war während seiner Militärzeit Fallschirmjäger. Seine schauspielerische Laufbahn begann auf verschiedenen kalifornischen Bühnen; nach ersten Fernsehauftritten begann seine Filmkarriere als Komiker in Filmen wie April entdeckt Hawaii und Der Professor kann's nicht lassen.
Größere Bekanntheit erlangte Edmonds durch seine Regiearbeiten; nach zwei Erotikfilmen zu Beginn der 1970er Jahre drehte er zwei Exploitationfilme, Ilsa, She Wolf of the SS und die Fortsetzung Ilsa – Haremswächterin des Ölscheichs, die heute Kultstatus genießen. Danach drehte er noch drei Actionfilme, bevor er den Pilotfilm der Fernsehserie Palm Beach-Duo inszenierte. Als Produzent war er bis ins Jahr 2004 tätig.